# Christian Koloko

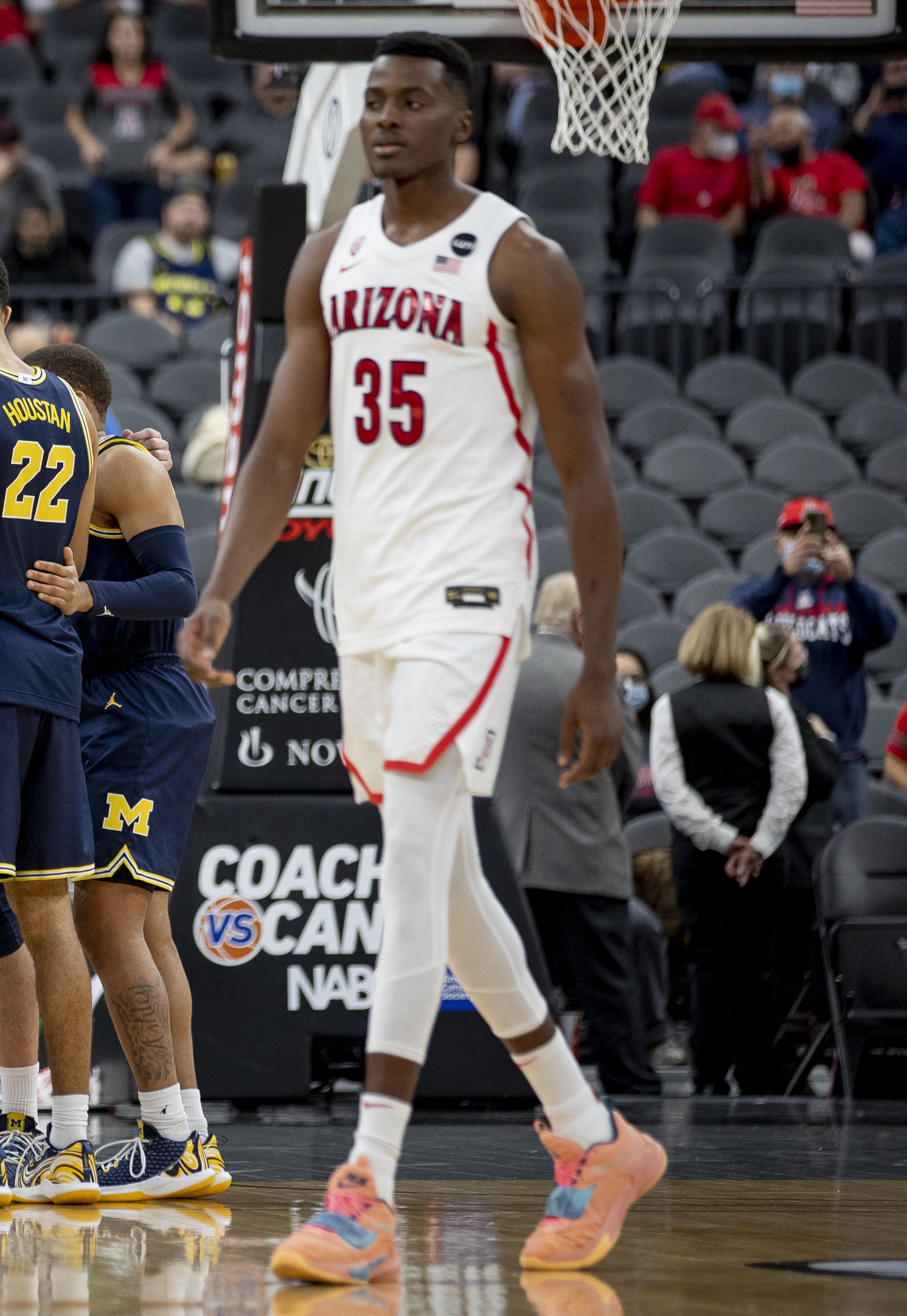
Christian Koloko, 2021.

Christian Junior Koloko, född 20 juni 2000 i Douala, är en kamerunsk professionell basketspelare (C) som spelar för Los Angeles Lakers i National Basketball Association (NBA). Han har tidigare spelat för Toronto Raptors.
Han draftades av Toronto Raptors i andra rundan i 2022 års draft som 33:e spelare totalt.
Innan Koloko blev proffs studerade han vid University of Arizona och spelade för deras idrottsförening Arizona Wildcats.